# إسماعيل مسلمي
إسماعيل مسلمي مواليد 31 يناير 1989 في ، السعودية، هو لاعب كرة قدم سعودي.

## مسيرة اللاعب
لعب مع نادي حطين ونادي نجران والحزم ونادي العين ونادي العدالة.

## روابط خارجية
- إسماعيل مسلمي على موقع قاعدة بيانات كرة القدم.إي يو (الإنجليزية)
- إسماعيل مسلمي على موقع Soccerway.com (الإنجليزية)